# Василёво (городской округ Клин)
Василёво — деревня в Клинском районе Московской области. Входит в состав городского поселения Клин, Решоткинский территориальный отдел. Население — 45 чел. (2010). Расположена в 6 км от Клина.
В 1 км от деревни проходит трасса Р107. До Василёво ходят автобусы из Клина № 33; 43; 55; 34; 36; 38.

## Население
| 2002 | 2006 | 2010 |
| ---- | ---- | ---- |
| 33   | ↗38  | ↗45  |